# 콰메 은크루마
프랜시스 콰메 은크루마(영어: Francis Kwame Nkrumah, 1909년 9월 21일 ~ 1972년 4월 27일)는 가나의 정치인이자 정치 이론가, 혁명가였다. 그는 1952년부터 1957년까지 영국령 골드코스트의 총리를 지냈으며, 골드코스트가 1957년 영국으로부터 독립한 이후에는 가나의 초대 총리이자 대통령 (1957년~1966년)을 역임하였다. 범아프리카주의의 영향력 있는 옹호자였던 은크루마는 아프리카 단결 기구(OAU)의 창립 회원 중 한 명이며, 1962년에는 소련으로부터 레닌 평화상을 수상하였다.
12년간 해외에서 고등 교육을 받고 정치 철학을 발전시키며 디아스포라 범아프리카주의자들과 활동을 함께한 은크루마는, 민족 독립을 주장하는 정치인으로서의 경력을 시작하기 위해 골드코스트로 귀국하였다. 그는 조약인민당(CPP)을 창당하였으며, 이 정당은 일반 유권자에게 전례 없는 호소력을 발휘하며 빠르게 성공을 거두었다. 은크루마는 1952년 총리에 취임하였고, 1957년 가나가 영국으로부터 독립을 달성할 당시에도 그 직위를 유지하였다. 이는 사하라 이남 아프리카에서 최초의 독립 사례였다. 1960년, 가나 국민들은 새 헌법을 승인하고 은크루마를 대통령으로 선출하였다.
은크루마 정권은 주로 사회주의적이면서도 민족주의적인 성격을 지녔다. 그의 정부는 국가 산업 및 에너지 프로젝트에 자금을 지원하고, 강력한 국가 교육 체계를 구축하였으며, 범아프리카주의 문화를 장려하였다. 은크루마 통치하의 가나는 아프리카 탈식민화 시기 동안 아프리카의 국제 관계와 범아프리카주의 운동에서 선도적인 역할을 수행하였다.
여러 차례의 암살 시도와 악화되는 국내 경제 상황 속에서, 은크루마 정부는 1960년대에 들어 점차 권위주의적으로 변모하였다. 그는 정치적 반대 세력을 탄압하고 자유롭지도 공정하지도 않은 선거를 실시하였다. 1964년에는 헌법 개정을 통해 가나를 일당제로 전환시켰으며, 은크루마는 국가와 정당 양측의 종신 대통령으로 등극하였다. 그는 이념 기관을 설립하고 '오사제포 박사'라는 칭호를 채택하는 등 개인숭배를 조장하였다. 은크루마는 1966년 국가해방평의회의 쿠데타로 실각하였으며, 그 과정에서 중앙정보국(CIA)의 개입 의혹이 제기되었지만 확인된 바는 없다. 이후 은크루마는 기니로 망명하여, 명예 공동대통령으로 여생을 보냈다.

## 학력
- 영국 런던 대학교 행정학과 학사 졸업
- 미국 펜실베이니아 주립 링컨 대학교 대학원 정치학과 정치학 석사 졸업
- 영국 런던 정치경제대학교 정치경제대학원 경제학과 경제학 석사 졸업
- 미국 펜실베이니아 사립 대학교 대학원 행정학과 행정학 석사 졸업
- 영국 런던 시티 법과대학원 법학석사 졸업
- 미국 펜실베이니아 주립 링컨 대학교 대학원 법학과 법학박사 졸업

## 어린 시절
당시 영국령이던 골드코스트 출생으로 어렸을 때 가톨릭 선교사의 학교에서 공부하였고, 1935년에 미국으로 유학하여 링컨 대학교에서 정치학을 공부했다. 박사 학위를 받은 그는 1945년에 영국 런던으로 건너가서 런던 정치경제대학교(LSE)에서 공부하던 중, 제5회 범아프리카회의의 사무국에서 일했으며 그 이후로 아프리카의 탈식민지화를 위한 운동을 시작했다.
1947년 은크루마는 다시 가나로 돌아와서 치열하게 독립운동을 벌이다 1949년에 투옥됐다.

## 감옥에서 총리로
국내 위기가 계속되고 국가 행정이 마비되기에 이르자 은크루마는 다시 체포되어 중노동이 부과되는 징역 1년형을 선고받았다. 그러나 1951년 2월 8일에 실시된 첫 번째 총선에서 인민대회당은 자신들의 위력을 힘껏 발휘했다. 국회의원으로 당선된 은크루마는 감옥에서 석방되어 1952년 총리로 선출되었다. 그는 1951년 미국을 잠시 방문하는 동안 링컨 대학교에서 법학박사 학위를 받았다.
1951년부터 1955년까지 가나 대학교 정치경제학과 전임교수 재직하다가 1957년 오세이 투투 아예만 프렘프 2세 아샨티 군주국 군왕을 사실상 보위 축출하고 1957년부터 1960년까지 가나 골드코스트 과도정부 총리가 되었는데 황금해안과 토고의 영국령 신탁통치 지역이 1957년 3월 영연방 내의 독립국가(지금의 가나)가 되었을 때 인민대회당은 의회의 전체 104석 중 72석을 확보해 여당이 되었다. 그러나 야당들은 지역적인 기반을 가지고 있었기 때문에 이러한 상황을 온존시키는 것은 매우 위험한 것이었다.
이에 따라 은크루마는 1957년 12월 지역 정당들을 강제적으로 하나의 전국적인 야당으로 통합시켰다. 이듬해 은크루마는 위험인물로 간주되는 사람을 재판 없이 구금하는 것을 합법화하는 예방구류법을 제정했다. 곧이어 은크루마의 권위주의적인 통치방식이 분명히 드러나기 시작했다.
이러한 권위주의적 통치방식은 식민지 행정체계에서뿐만아니라 역사적으로는 가나가 분리해나온 아샨티 같은 19세기 왕국에서 행해지던 전통적인 통치방식이었다. 그럼에도 불구하고 도로와 학교, 보건시설 등이 신설되고 아프리카화 정책에 따라 가나인들에게 더 좋은 일자리를 얻을 수 있는 기회가 부여됨으로써 은크루마의 인기는 상승했다.
1960년 가나는 국민투표를 통하여 공화국이 되었으며 은크루마는 새로운 헌법체제하에서 광범위한 입법적·행정적 권력을 가진 공화국 대통령으로 당선되었다. 그럼에도 불구하고 코코아 시장, 보험, 은행을 포함한 대부분의 국가경제부문은 여전히 외국자본에 의해 통제되고 있었다. 1959년 제2차 경제개발계획이 공표되었으나 1961년 이 계획은 국제수지적자가 1억 2500만 달러 이상으로 증대됨에 따라 폐기되었다. 경기후퇴는 광범위한 노동쟁의로 이어져 1961년 9월 총파업이 발생했다. 이때부터 은크루마는 더욱 강력한 정치적 통제장치를 마련해갔으며 점차 공산주의 국가로부터의 지원에 관심을 갖게 되었다.
은크루마는 아프리카 통합의 꿈을 실현시키기 위해 아프리카 통일 기구를 설치하고 모든 아프리카 국가가 참여하길 바랬으나 은크루마의 핵심적인 이념은 거부됐다. 그리고 첫 회의 장소도 은크루마를 견제하기 위해 가나의 수도 아크라가 아닌 에티오피아의 수도 아디스아바바로 결정되었다.

## 종신 대통령
1962년 8월 첫 번째 암살 기도가 쿨루궁구에서 발생했는데 이를 계기로 그는 국내 치안력을 대폭 증강시켰을 뿐만 아니라 점차 공개적인 장소에 나오기를 꺼리면서 개인숭배를 강화해 갔다. 1964년 초 가나는 공식적으로 일당국가체제를 확립했으며 은크루마는 국가와 당의 종신 대통령으로 취임했다.
국가행정이 점차 당간부의 손으로 넘어갔지만 불행하게도 그들의 공무처리능력은 높지 않았다. 이에 따라 은크루마는 정부조직에 많은 유능한 지식인들을 배치하기도 했지만 여전히 그의 주된 관심은 신세대 정치활동가들에 대한 이데올로기 교육에 있었다. 이 시기에 은크루마는 몇 권의 저명한 저작을 출간했다.
그 저작들을 보면, 먼저 아프리카 신생국들이 직면한 문제들을 개괄적으로 분석한 〈아프리카는 단결해야 한다 Africa Must Unite〉, 그의 추종자들이 정립한 탈식민지 이데올로기에 대한 고도의 이론적 분석인 〈컨시언시즘 Consciencism〉, 그리고 아프리카에서의 영국과 미국의 경제활동을 비난하는 〈신식민주의：제국주의의 마지막 단계 Neo-Colonialism：The Last Stage of Imperialism〉 등이 있다.

## 쿠데타와 망명
경제위기가 악화되고 식료품을 비롯한 생활필수품의 부족이 만성화되자 은크루마는 당과 대중을 연계시키는 이른바 '민주적 중앙집권제'를 고안했다. 또한 의회가 국내의 주요한 이익집단들을 대표할 수 있는 방안을 탐구했는데, 이것은 결국 그가 오래전부터 외쳐온 "먼저 여러분들의 정치적 왕국을 건설합시다"라는 주장을 현실화한 것이었다. 아프리카의 단결을 주창하는 중심인물로서 그의 국제적 명성은 베트남 전쟁의 종결을 제안한 호찌민 주석이 그를 하노이로 초대했을 때 더욱 높아가는 것처럼 보였다.
그러나 1966년 2월 24일 그가 베이징에 체류하는 동안 가나 군부가 쿠데타를 일으켜 정권을 장악했고 서아프리카로 돌아온 은크루마는 기니에 망명처를 마련했는데 당시 기니 대통령 아메드 세쿠 투레는 그와의 유대를 표명하기 위하여 은크루마를 기니의 공동 대통령으로 선언했다.
기니에서 그는 맹렬히 흑인 민족주의에 몰입했다. 〈혁명전쟁 소고 Handbook of Revolutionary Warfare〉(1968)는 바로 억압받는 아프리카 민중을 다루고 있는 저서이다. 또한 그는 미국과 카리브 해 연안국의 흑인 인권문제에도 관심을 가졌다. 마지막 저작인 〈아프리카에서의 계급투쟁 Class Struggle in Africa〉(1970)에서 은크루마는 그의 기본적인 마르크스주의적 입장을 재천명하면서 아프리카 혁명투쟁은 "세계 사회주의혁명의 한 부분을 형성하고 있지만 반드시 전체 흑인혁명의 맥락에서 이해되어야 한다"고 주장했다.
1972년 루마니아 부쿠레슈티에서 암으로 인해 63세를 일기로 세상을 떠났다.

## 역대 선거 결과
| 선거명      | 직책명        | 대수 | 정당       | 득표율   | 득표수      | 결과 | 당락 |
| ----------- | ------------- | ---- | ---------- | -------- | ----------- | ---- | ---- |
| 1960년 선거 | 가나의 대통령 | 1대  | 조약인민당 | 89.07%   | 1,016,076표 | 1위  |      |
| 1965년 선거 | 가나의 대통령 | 1대  | 조약인민당 | 단독후보 | 무투표      | 1위  |      |

## 같이 보기
- 미국 국방정보국